# Bergstekelnekagame
De bergstekelnekagame (Acanthosaura crucigera) is een hagedis uit de familie agamen (Agamidae).

## Naam en indeling
De wetenschappelijke naam van de soort werd voor het eerst voorgesteld door George Albert Boulenger in 1885. Oorspronkelijk werd de naam Goniocephalus armatus crucigerus gebruikt. Het is een van de hoekkopagamen uit het geslacht Acanthosaura.

## Uiterlijke kenmerken
De bergstekelnekagame bereikt een maximale lichaamslengte tot ongeveer 26 centimeter. Van de acht soorten hoekkopagamen is alleen deze soort makkelijk te herkennen aan de lange, zeer donkere vlek over de lengte van de nek met in het midden een kleine dwarsstreep die aan een kruis doet denken maar niet altijd hetzelfde van vorm is. Ook de wetenschappelijke naam beschrijft dit kenmerk, want cruciger betekent kruis.
De hagedis heeft een zeer variabele maar overwegend grijsbruine kleur met donkere vlekken op de rug en flanken, een witgele buik. Ook heeft de agame een zwarte keelzak die hij kan opzetten bij bedreiging of bij de balts. Hij heeft lange, dunne poten, een lange staart, een stekelige rugkam en op de nek en boven de ogen nog langere stekels.

## Levenswijze
De agame is overdag actief en is een boombewonende soort. Het voedsel bestaat uit insecten, die met een snelle uitval vanuit een hinderlaag worden gevangen.
De vrouwtjes zijn eierleggend. Een legsel bestaat uit 10 tot 12 eieren, die worden afgezet in de strooisellaag.

## Verspreiding en habitat
De agame komt voor in delen van Azië en leeft in de landen Cambodja, Maleisië, Myanmar en Thailand. De habitat bestaat uit dichte tropische en subtropische bossen in bergstreken waar het zowel erg warm als heel vochtig is. Hier klimt de agame over takken, rent over de grond en kan zelfs goed zwemmen.

### Beschermingsstatus
Door de internationale natuurbeschermingsorganisatie IUCN is de beschermingsstatus 'veilig' toegewezen (Least Concern of LC).